# Joseph Londrigan
Joseph Londrigan es un deportista estadounidense que compitió en vela en la clase Star. Ganó dos medallas en el Campeonato Mundial de Star, oro en 1993 y plata en 1992.

## Palmarés internacional
| \| Campeonato Mundial \| Campeonato Mundial \| Campeonato Mundial \| Campeonato Mundial \| \| Año \| Lugar \| Medalla \| Clase \| \| ------------------ \| ------------------------------ \| ------------------ \| ------------------ \| \| 1992 \| San Francisco (Estados Unidos) \| Medalla de plata \| Star \| \| 1993 \| Kiel (Alemania) \| Medalla de oro \| Star \| |                                |                  |       |
| Campeonato Mundial |                                |                  |       |
| Año | Lugar                          | Medalla          | Clase |
| 1992 | San Francisco (Estados Unidos) | Medalla de plata | Star  |
| 1993 | Kiel (Alemania)                | Medalla de oro   | Star  |